# 朱利安·瓦特兰
朱利安·瓦特兰（法語：Julien Watrin，1992年6月27日—）来自维尔通，是一名比利时男子田径运动员，主攻短距离赛跑项目，所属俱乐部是AC Dampicourt。瓦特兰7岁时开始接触田径，他在职业生涯早期主要参加200米的比赛，后来他将精力主要集中在400米项目上。他曾在2013年加入雅克·博莱（Jacques Borlée）的小组，和博莱一家共同训练约四年之久。